# Denkerstirn

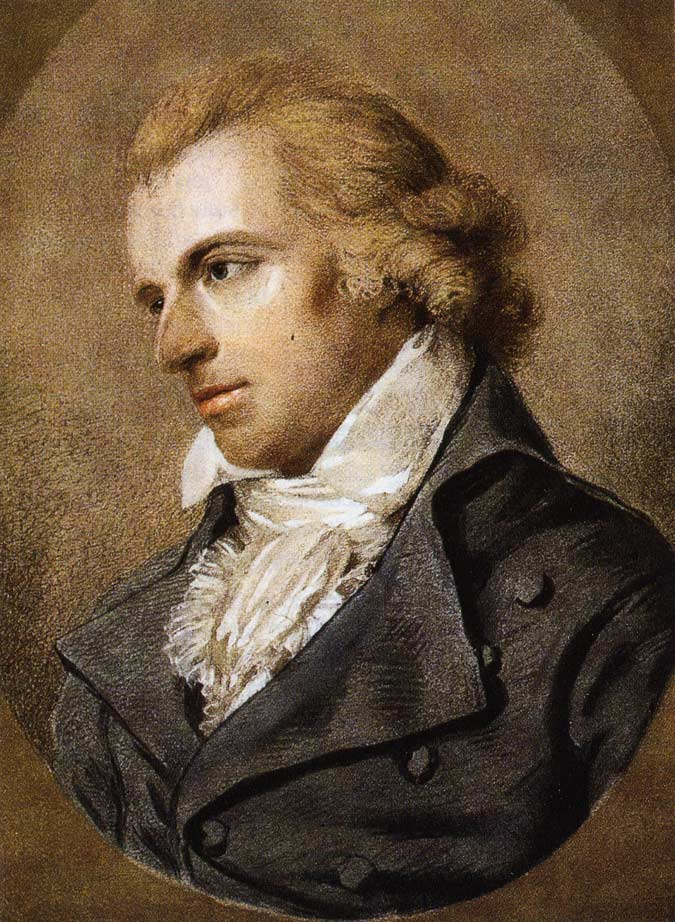
Friedrich Schiller wird oft eine Denkerstirn nachgesagt (Bildnis entstanden um 1793)

Als Denkerstirn wird in der Umgangssprache die hohe Stirn eines Menschen bezeichnet, der als besonders intelligent gilt, die er oft als Zeichen der Konzentration bzw. der Gedanken in Falten legt.
Die Stirn ist die Schutzwand des (beim Menschen besonders entwickelten) Stirnhirns. Hinter einer hohen Denkerstirn vermutete man schon von alters her eine höhere Intelligenz, also bei Menschen mit einem hochentwickelten Vorderhirn, während Dumme und Faule die „Flachköpfe“ waren.
Die Verschiebung der Haut (Glabella) zwischen den Augenbrauen nach kaudal-medial geschieht durch den Muskel corrugator supercilii und führt zur Bildung von senkrechten Furchen an der sogenannten Denkerstirn (auch Zornesfalten genannt); dies dient nicht nur dem Schutz der Augen bei starkem Lichteinfall, sondern ist auch Ausdruck des Schmerzes und Nachdenkens.

## Rezeption
Gustav Schwab sprach zur feierlichen Enthüllung des Schillerdenkmals (Stuttgart 1839) im Verlaufe seiner Rede, nach der Statue empordeutend: „Welche Fülle von Wahrheiten, in ewiger Frische jeder Gegenwart Nahrung und Heilkraft bietend, senkte sich auf euch von dieser Denkerstirne, aus diesem Dichterauge!“